# 珠海長隆站
珠海長隆站是珠機城際鐵路的地下車站，位於广东省横琴粤澳深度合作区珠海長隆國際海洋度假區旁的下方。车站于2020年8月18日开通，是珠机城际除珠海站外客流最多的车站。

## 車站結構

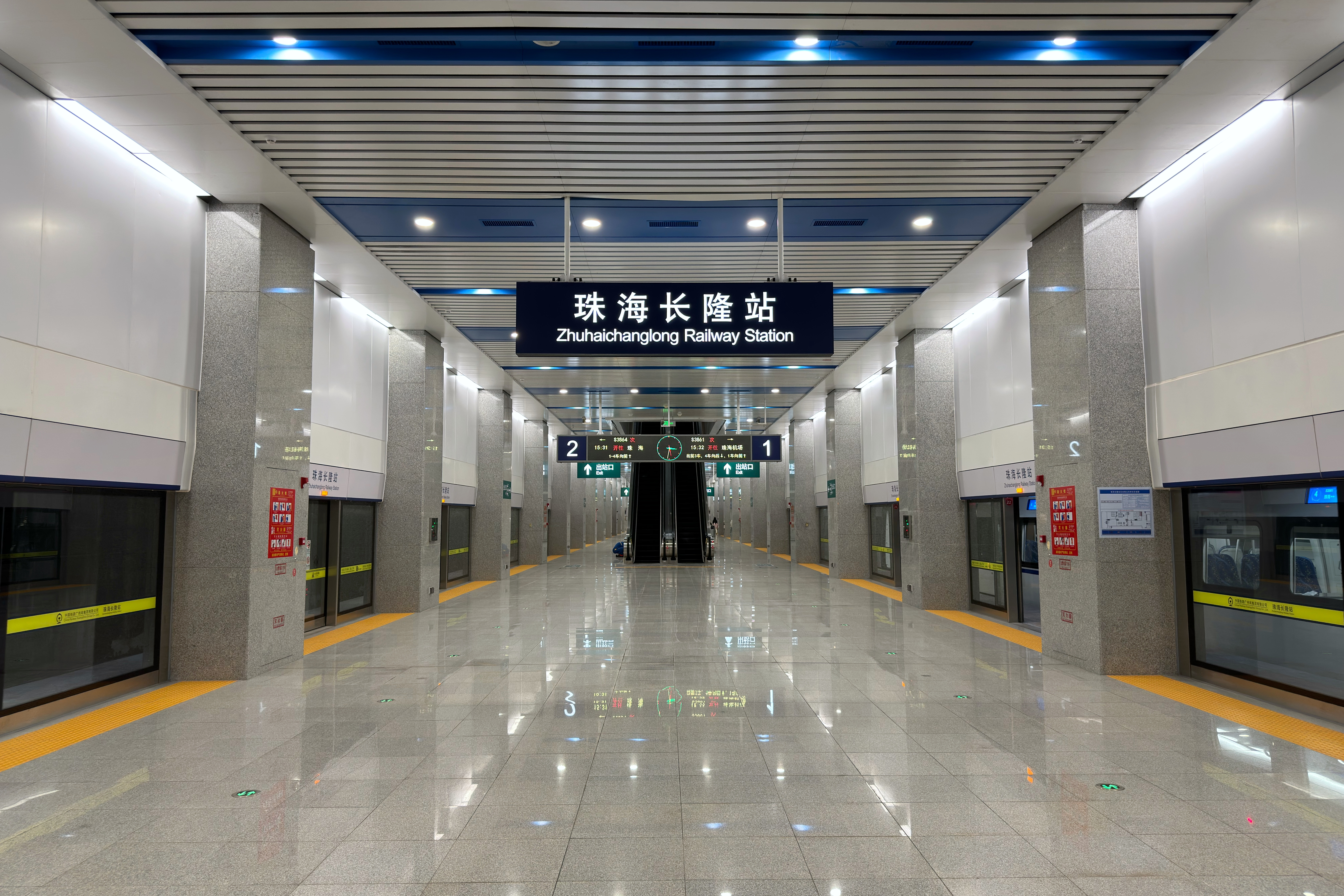
站台

| 地上三层 | 商业层   | 配套商业设施                          |  |  |
| 地上二层 | 商业层   | 配套商业设施                          |  |  |
| 地面     | 站厅层   | 进站口、出站口、售票处、候车厅        |  |  |
| 地下一层 | 1站台    | 珠机城际 珠海方向（下站：横琴）       |  |  |
|          | 岛式站台 |                                       |  |  |
|          | 2站台    | 珠机城际 珠海机场方向（下站：三灶东） |  |  |

## 历史

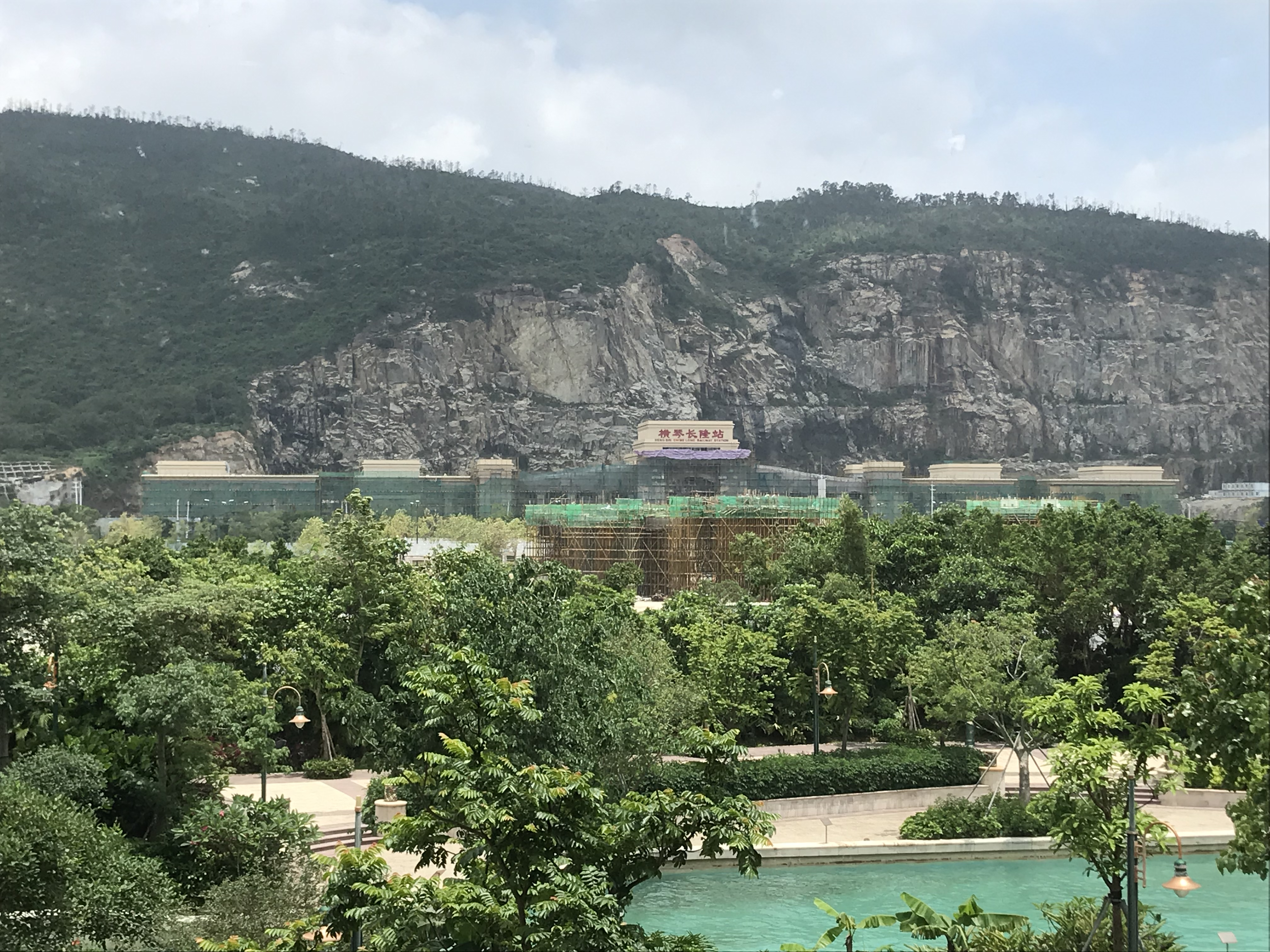
遥望修建中的车站（2019年5月）

本站工程规划名为横琴長隆站，2019年11月13日更為現名。
2020年8月18日，該站與珠機城際同時啟用。
為配合珠機城際二期聯調聯試和運行試驗要求，本站曾在2023年12月19日至2024年2月2日暫停辦理客運服務，原在珠海长隆站始发终到的列车调整至横琴站。
因横琴深合区将封关运行，本站增设“二线”通道海关作业场所，并于2024年3月1日开始运作。

## 接駁交通
城軌長隆站
- Z55路：橫琴口岸西 ↔ 長隆深井基地
- 長隆園區接駁車